# Блумфилд (город)
Блумфилд (англ. Bloomfield) — небольшой город в районе Кук, Квинсленд, Австралия. Находится в восточной части полуострова Кейп-Йорк. В 2016 году население Блумфилда составило 204 человека.

## География
Блумфилд расположен в восточной части полуострова Кейп-Йорк. Расстояние до Куктауна (центра района) составляет 65 километров. Через город протекает река Блумфилд, которая вскоре впадает в Коралловое море. Недалеко от Блумфилда находится вход в национальный парк Дейнтри.

## Демография
По данным переписи 2016 года, население Блумфилда составило 204 человека. Из них 58,7 % были мужчины, а 41,3 % — женщины. Средний возраст населения составил 49 лет. 70,4 % жителей Блумфилда родились в Австралии. Другими ответами по стране рождения были Новая Зеландия (5,5 %), Великобритания (4,0 %), Филиппины (2,0 %) и Дания (1,5 %).